# Grünkappentangare

Verbreitungsgebiet (grün) der Grünkappentangare

Die Grünkappentangare (Stilpnia meyerdeschauenseei, Syn.: Tangara meyerdeschauenseei) ist eine Vogelart aus der Gattung Stilpnia innerhalb der Familie der Tangaren (Thraupidae). Ihr Verbreitungsgebiet erstreckt sich vom südöstlichen Peru bis ins westliche Bolivien. Das Artepitheton ehrt den US-amerikanischen Ornithologen Rodolphe Meyer de Schauensee.

## Merkmale
Die Grünkappentangare erreicht eine Größe von 14 cm. Die Haube ist strohgrün. Die Ohrendecken sind türkisgrün. Schultern und Rücken sind blaugrün. Die Unterseite ist einheitlich bläulich mit einer gelbbraunen Tönung. Die Geschlechter sehen sich ähnlich, wobei die Haube der Weibchen einen mehr strohfarbenen Anflug zeigt.

## Vorkommen und Lebensraum
Die Grünkappentangare kommt hauptsächlich in drei Gegenden in den Trockengebieten am Oberlauf des Río Inambari sowie in und um die Provinz Sandia in der Region Puno im südöstlichen Peru vor. Eine Beobachtung gibt es aus einem Feuchtwald im Nationalpark Madidi im westlichen Bolivien. Die Grünkappentangare bewohnt gewöhnlich halbtrockene Areale, aber auch feuchte Yungas-Wälder an den Osthängen der Anden in Höhenlagen zwischen 1750 und 2200 Metern.

## Lebensweise
Die Grünkappentangare ist gewöhnlich einzeln, paarweise oder in Gruppen von bis zu vier Individuen zu beobachten. Ihre Nahrung besteht aus einer Vielzahl von Früchten und Wirbellosen. Die Brutzeit ist vermutlich im November.

## Bestand und Gefährdung
Mit einem Bestand von 1000 bis 2500 Exemplaren wird die Grünkappentangare  von der IUCN als „gefährdet“ (vulnerable) klassifiziert. Sie hat ein kleines Verbreitungsgebiet von 380 km². Ihre Lebensweise, ihre Lebensraumanforderungen und ihre Wanderungen sind bisher so wenig erforscht, dass weitere Feldforschungsarbeit notwendig ist, bevor man sie in einen adäquaten Schutzstatus einstufen kann. Gegenwärtig wird ihr Bestand nicht als gesichert angesehen.